# Landwehr
Para la municipalidad de Baja Sajonia, véase Landwehr (Baja Sajonia).
Para el ilustrador botánico y horticultor neerlandés, véase Jacobus Landwehr.
Landwehr, o Landeswehr, es un término alemán usado para referirse a ciertos ejércitos nacionales, o de las milicias que existían en Europa en el siglo XIX y principios del XX. En contexto diferente, se refiere a gran escala, a las fortificaciones de baja carga. En alemán, la palabra significa "defensa territorial o nacional", pero el término aplicado a una milicia insurreccional es muy antigua, y lantveri se mencionan en Baluzii Capitularia, citado en  Edades Medias de Henry Hallam, i. 262, 10 ª edición.

## Austria-Hungría
El Landwehr austríaco fue uno de los tres componentes que conformó las fuerzas de tierra de la monarquía dual austrohúngara entre 1867 y 1918, y se componía de reclutas de la parte Cisleitania del imperio. El Ejército Austrohúngaro también consistió en el ejército común reclutado en todo el imperio, y el Honvédség húngaro (Ungarische Landwehr), que fue reclutado desde la parte Transleitania. El Landwehr austríaco y los demás componentes del ejército austrohúngaro fueron todos los ejércitos permanentes a tiempo completo.

## Prusia

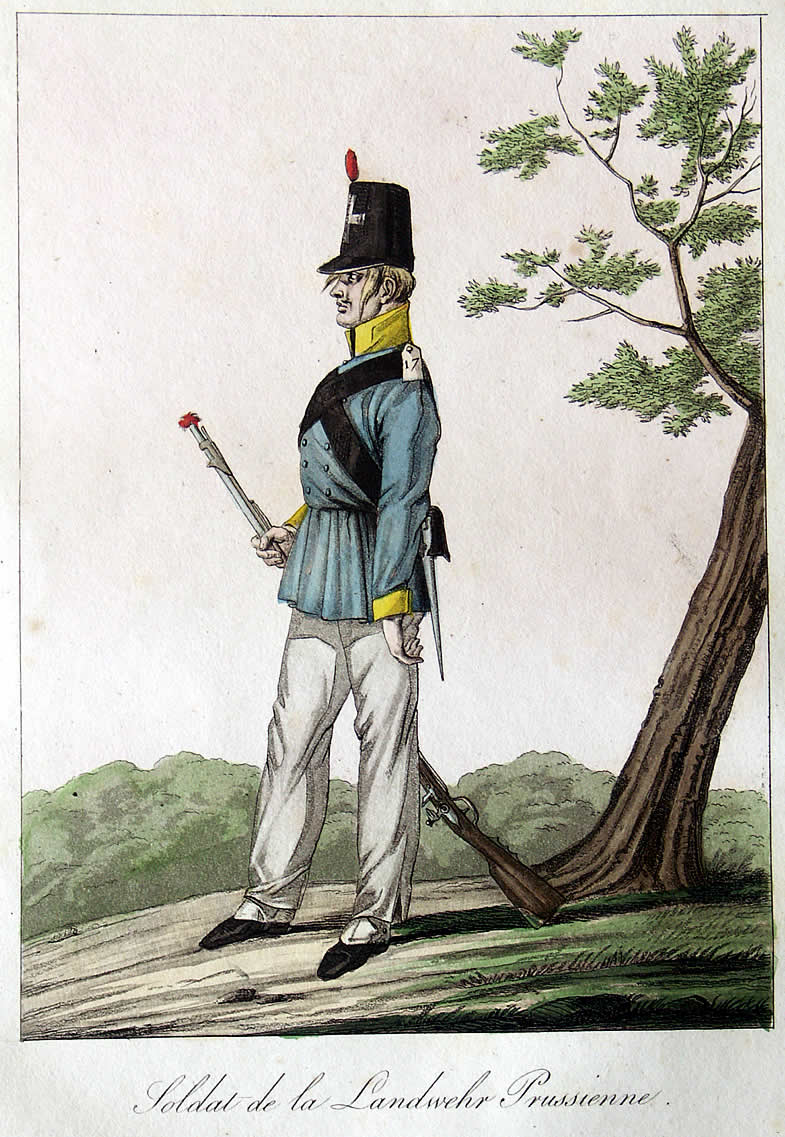
Soldado del Landwehr prusiano de 1815.

El Landwehr en Prusia se formó por primera vez por un edicto real de 17 de marzo de 1813, que llamó a todos los hombres capaces de empuñar armas entre las edades de 18 y 45, y que no sirvieran en el ejército regular, para la defensa del país. Después de la paz de 1815 esta fuerza se convirtió en parte integrante del ejército de Prusia. Cada brigada estaba compuesta por una línea y un regimiento de Landwehr. Esto, sin embargo, retrasó la movilización y disminuyó el valor de la primera línea, y por la reorganización de 1859 las tropas Landwehr fueron relegadas a la segunda línea.

## Alemania Nazi
Durante la República de Weimar, a Alemania no se le permitió un ejército permanente de más de 100,000 hombres. Así, el reclutamiento había sido abolido. En el curso de la remilitarización de la Alemania Nazi, el Landwehr se restableció el 21 de mayo de 1935 y  comprendía todos los alemanes sujetos al servicio militar bajo la nueva ley, mayores de 35 años de edad y menores de 45 años. En efecto sólo una división de Landwehr (la 14.ª División Landwehr) fue llamada a filas, el resto del Landwehr se utilizó tanto para llenar las divisiones de tercera infantería o batallones Landesschützen utilizados para la guardia y la ocupación de derecho.

## Suiza
En Suiza, el Landwehr solía ser una fuerza de segunda línea, en la que todos los ciudadanos sirvieron durante doce años. Fue abolido después de la reforma del ejército en 1965. Como referencia a este pasado, una serie de bandas sinfónicas suizas llevan el nombre "Landwehr". 

## Baltische Landeswehr

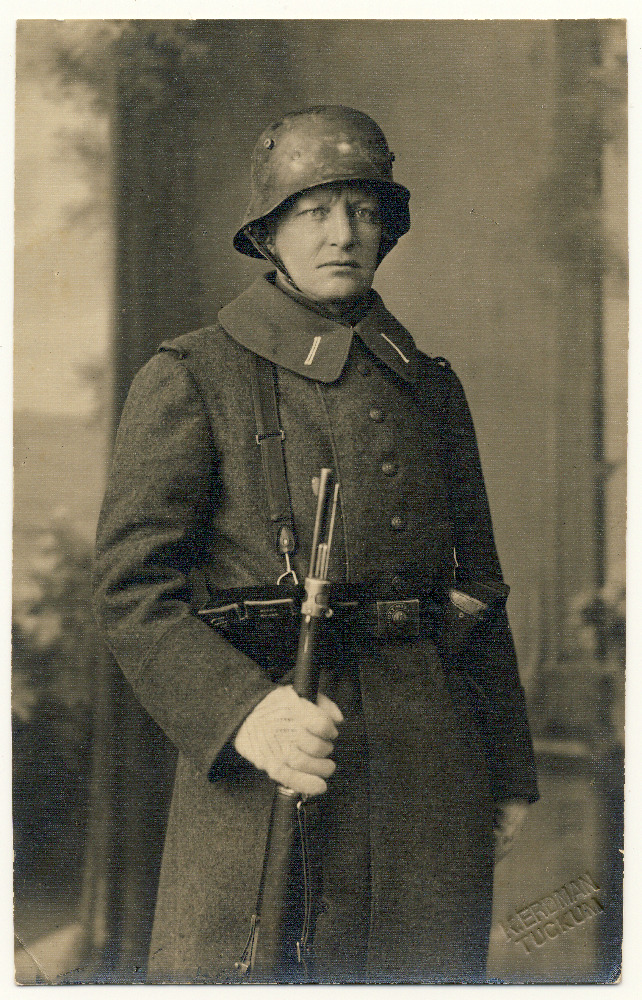
Guido Maydell en la Landeswehr del Báltico

El Baltische Landeswehr era el nombre de las fuerzas armadas del Gobierno títere de Letonia establecido por la nobleza Báltica. El Estado báltico fue diseñado para establecerse a partir de territorios que fueron cedidos por la Rusia Imperial en el Tratado de Brest-Litovsk en 1918, pero se abolió en la Guerra de Independencia de Estonia en 1919.